# Männer wie wir
Männer wie wir (tj. Muži jako my) je německý hraný film z roku 2004, který režírovala Sherry Hormann podle vlastního scénáře. Film popisuje osudy mladého fotbalového brankáře, který byl vyloučen z týmu pro svou homosexualitu, a proto sestavuje vlastní fotbalový gay tým.

## Děj
Ecki žije se svými rodiči v malé vesničce Boldrup v oblasti Münsterland. Pracuje v rodinné pekárně a už od dětství žije pouze fotbalem. Jako brankář hraje v místním klubu FC Boldrup. Jednoho večera je přistižen, jak se líbá s mužem. Následujícího dne je vyloučen z klubu. Aby svým bývalým spoluhráčům dokázal, že i homosexuálové umějí hrát fotbal, rozhodne se sestavit vlastní tým, se kterým by svůj bývalý klub porazil. Odjíždí proto za sestrou Susanne do Dortmundu, aby zde nalezl spoluhráče do svého týmu. Postupně získá několik fanoušků klubu Borussia Dortmund včetně prodavače kebabů Ercina, brazilských dvojčat Ronalda a Ronaldinha a heterosexuálního knihkupce Klause, který vystupuje v klubu inkognito, aby mohl být nablízku Eckiho sestře Susanne. Mezitím se Ecki zamiluje do Svena, který pracuje na civilní službě ve stejné nemocnici jako Susanne. Po měsíci Ecki přijíždí s týmem do Boldrupu, aby zde sehráli zápas. V první polovině se jim moc nedaří, ale nakonec zvítězí.

## Obsazení
| Maximilian Brückner     | Ecki     |
| Dietmar Bär             | Gerd     |
| Saskia Vester           | Renate   |
| Lisa Maria Potthoff     | Susanne  |
| David Rott              | Sven     |
| Rolf Zacher             | Karl     |
| Mariele Millowitsch     | Elke     |
| Judith Delphine Hoersch | Cordula  |
| Christian Berkel        | Rudolf   |
| Charly Hübner           | Horst    |
| Markus John             | Tom      |
| Andreas Schmidt         | Jürgen   |
| Hans Löw                | Klaus    |
| Billey Demirtas         | Ercin    |
| Michael von Burg        | Martin   |
| Carlo Ljubek            | Udo      |
| Mirko Lang              | Tobias   |
| Tobias van Dieken       | Bernhard |
| Max Hopp                | Steffen  |

## Ocenění
- Connecticut Gay & Lesbian Film Festival: cena publika v kategorii nejlepší film (3. místo)
- Gay & Lesbian Film Festival Philadelphia: cena publika v kategorii nejlepší film
- Milano Festival Internazionale di Cinema Gaylesbico: cena publika v kategorii nejlepší film
- Outfest: cena publika v kategorii nejlepší film
- Lesbian & Gay Festival Brüssel: cena poroty v kategorii nejlepší film
- Gay & Lesbian Film Festival Long Island: cena publika v kategorii nejlepší film